# Irina Studhalter
Irina Studhalter, född 1993, Schweiz, är talesperson för Unga Gröna (tyska: Junge Grüne), motsvarigheten till Grön Ungdom, i Schweiz. Utöver detta uppdrag studerar hon statsvetenskap och sociologi. På presentationssidan för Unga Gröna står följande slogan under hennes foto: "Wenn nicht jetzt, wann dann?" (svenska: Om inte nu,  så när?) 